# Péšávarské muzeum
Péšávarské muzeum (urdsky پشاور متحف) je muzeum v pákistánském městě Péšávar. Muzeum, které bylo postaveno v době britské koloniální nadvlády v indoislámském stylu a slavnostně otevřeno v roce 1907, se věnuje historii a kulturnímu dědictví různých oblastí severního Pákistánu. Další rozšíření prostor muzea proběhla v letech 1969/70 a 1974/75.

## Sbírky

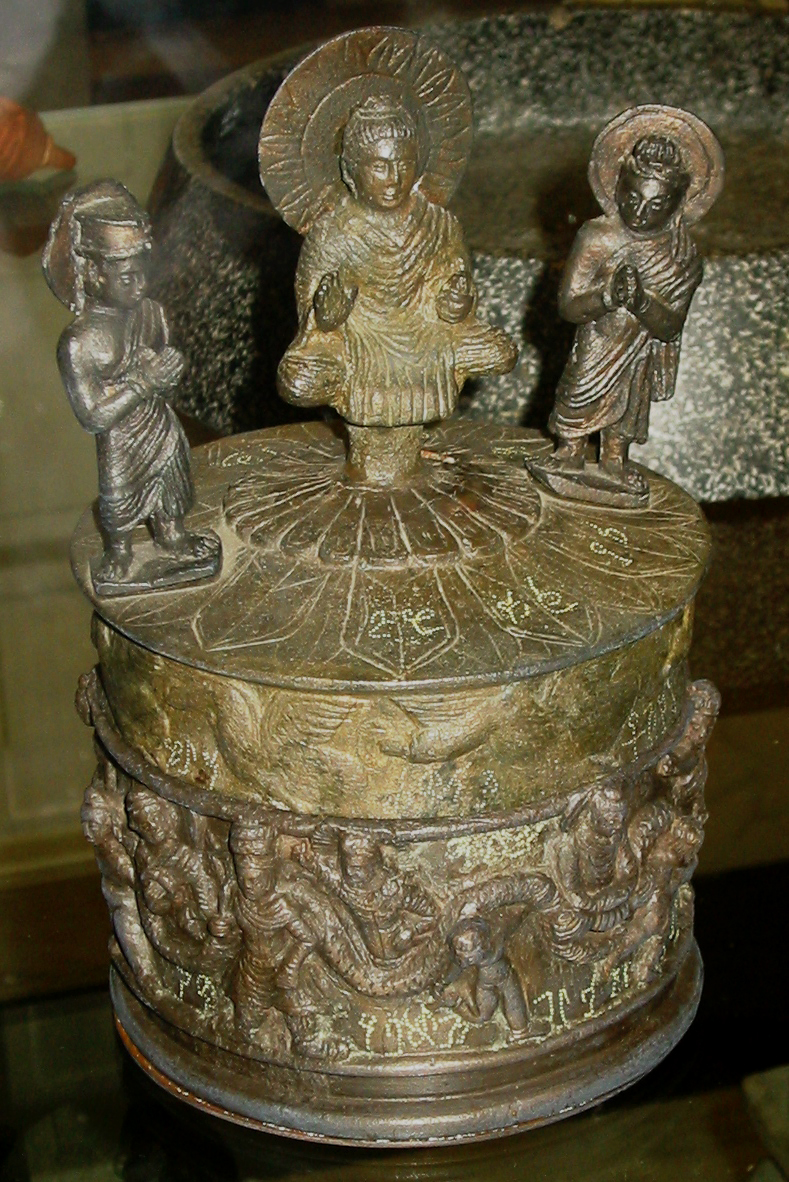
Relikviář z Kanišky (kolem 150 n. l.)

Nejdůležitější částí muzejní sbírky jsou předměty (mince, sochy atd.) z gandhárské kultury, včetně relikviáře z Kanišky s jedním z nejstarších známých zobrazení Buddhy, který pochází z doby kolem roku 150. Dalším těžištěm je islámské umění středověku a novověku. Etnologické oddělení se věnuje oděvům, nástrojům, zbraním a zvyklostem různých etnických skupin v severním Pákistánu (jsou zde např. známé figury mrtvých kmene Kalašů). A konečně dar z roku 2003 vyústil ve zřízení íránského oddělení.